# Owerri Municipal
Owerri Municipal è una delle ventisette aree a governo locale (local government areas) in cui è suddiviso lo stato di Imo, in Nigeria. Estesa su una superficie di 58 chilometri quadrati, conta una popolazione di 127.213 abitanti.